# Athlia brasilica
Athlia brasilica är en skalbaggsart som beskrevs av Saylor 1946. Athlia brasilica ingår i släktet Athlia och familjen Melolonthidae. Inga underarter finns listade.